# 1307
1307. је била проста година.

## Догађаји
- Опсада Хиландара (1307—1309)  У периоду 1307—1309. манастир Хиландар и Света Гора су трпели нападе каталонских разбојничких чета. Захваљујући тадашњем игуману Хиландара Данилу, будућем  архиепископу Данилу II манастир је спашен, док су многи други страдали.
- Црква Богородица Љевишка у Призрену је подигнута као задужбина краља Стефана Милутина, на остацима старијег саборног храма из 13. века, који је саграђен на месту још старије, ранохришћанске цркве.

### Јануар
- 13. октобар — Војници француског краља Филипа IV су ухватили већину витезова темплара, који ће касније под мучењем признати кривицу за јерес.

### Јул
- 7. јул — Едвард II постаје краљ Енглеске, након смрти свог оца Едварда I.

### Новембар
- 4. новембар — Швајцарска Конфедерација је прогласила независност од Аустрије.

## Смрти

### Фебруар
- 10. фебруар — Темур-кан, монголски велики кан и цар Кине

### Април
- 1. мај — Албрехт I Хабзбуршки, краљ Немачке и војвода Аустрије

### Јун
- 4. јул — Рудолф I од Чешке, краљ Чешке
- 7. јул — Едвард I Плантагенет, енглески краљ